# Chroicocephalus maculipennis
Mòng biển mào nâu (danh pháp khoa học: Chroicocephalus maculipennis) là một loài chim trong họ Laridae.
Loài mòng biển này được tìm thấy ở Argentina, Brazil, Chile, quần đảo Falkland, và Uruguay. Chúng là một loài chim màu trắng với đầu màu nâu, mỏ và bàn chân màu đỏ.
Những con chim trưởng thành có đầu và họng màu nâu sẫm với một hình bán nguyệt màu trắng xung quanh phần sau của mắt, trong khi cổ, ngực và bụng có màu trắng. Chiếc mỏ và chân có màu đỏ. Lông bay sơ cấp có màu xám, trong khi lông bay thứ cấp và lông phủ có màu xám nhẹ. Loài chim này có thể bị nhầm lẫn với mòng biển Franklin. Chúng không có lưỡng hình giới tính đáng kể. 

## Hình ảnh

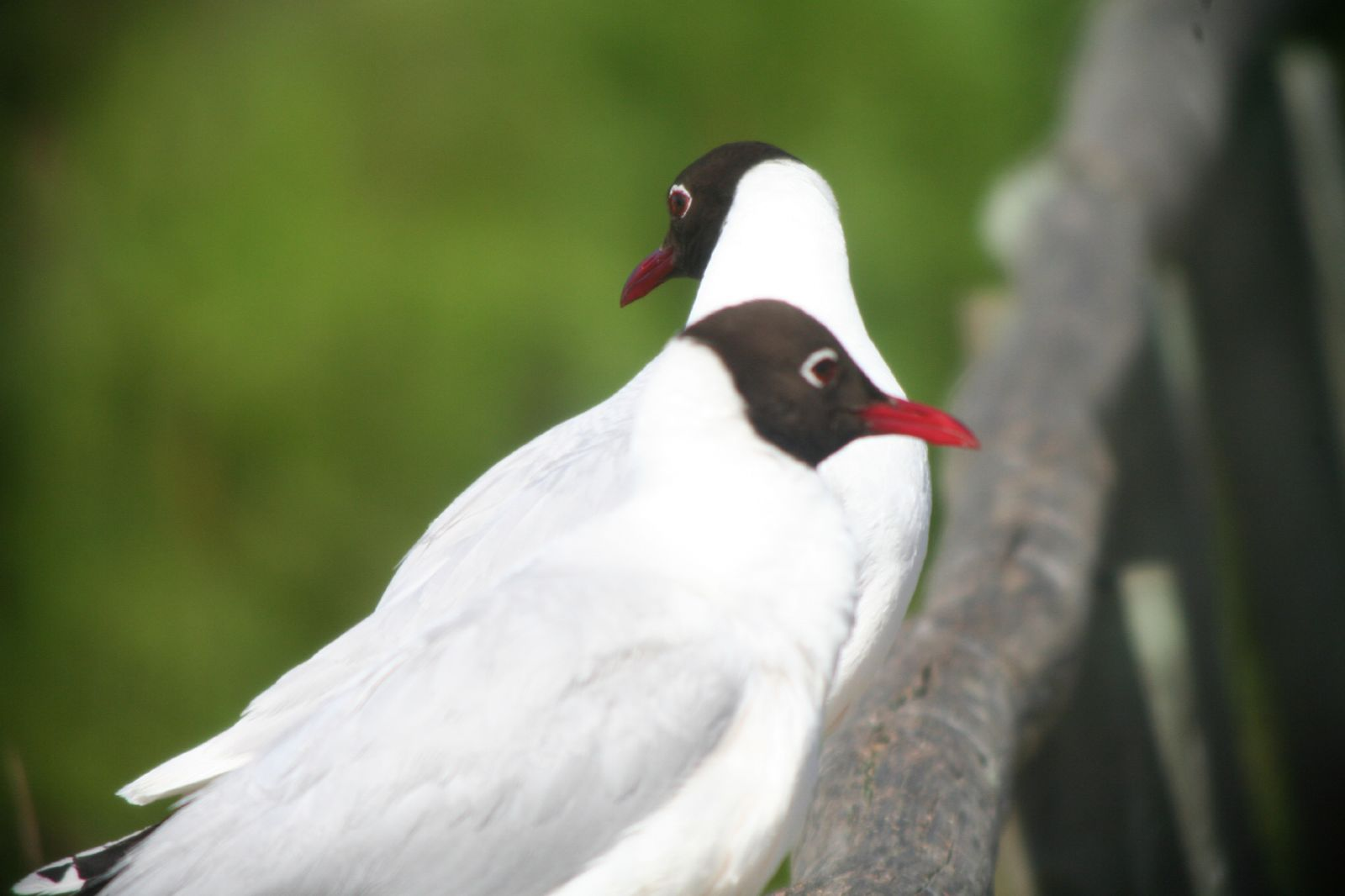
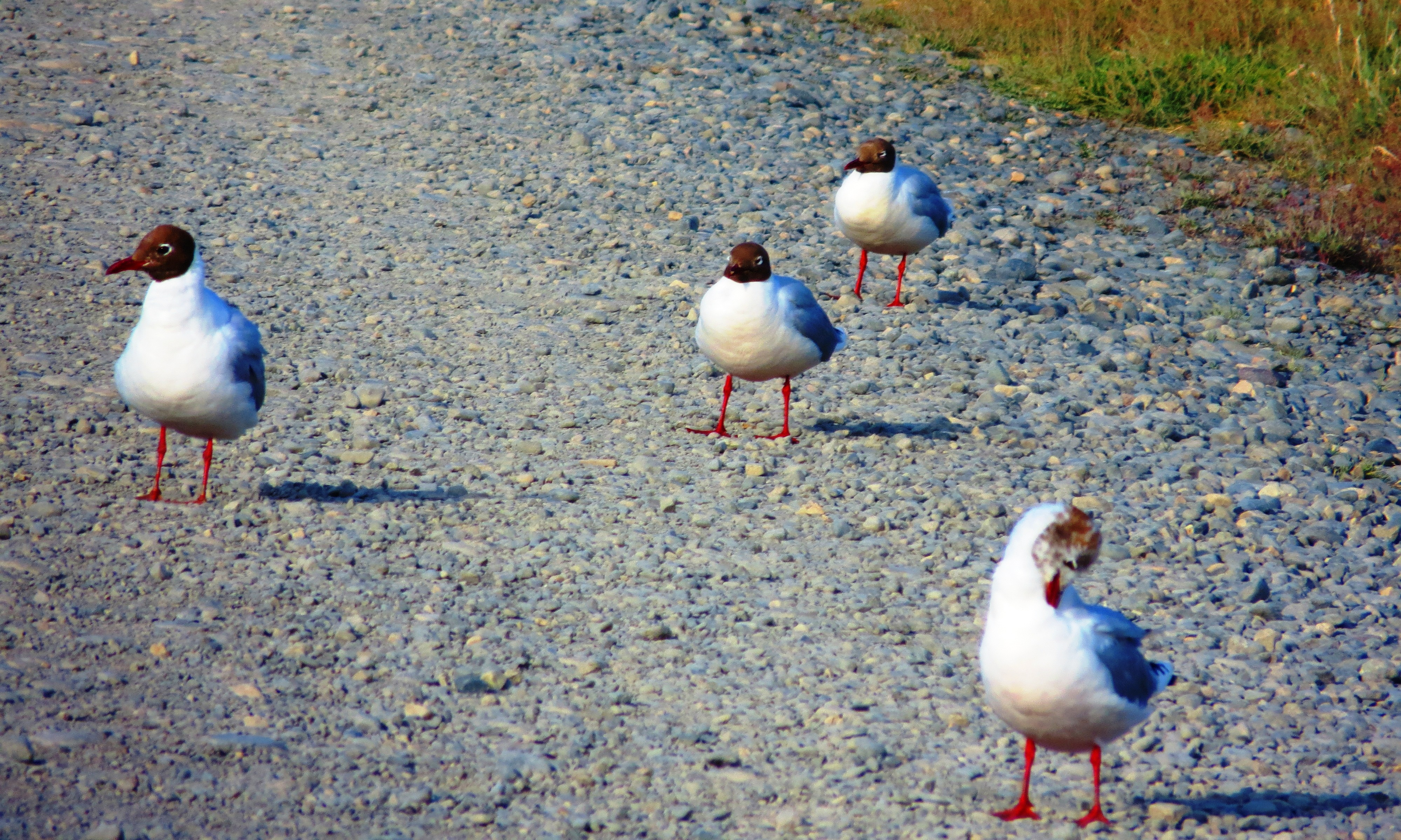
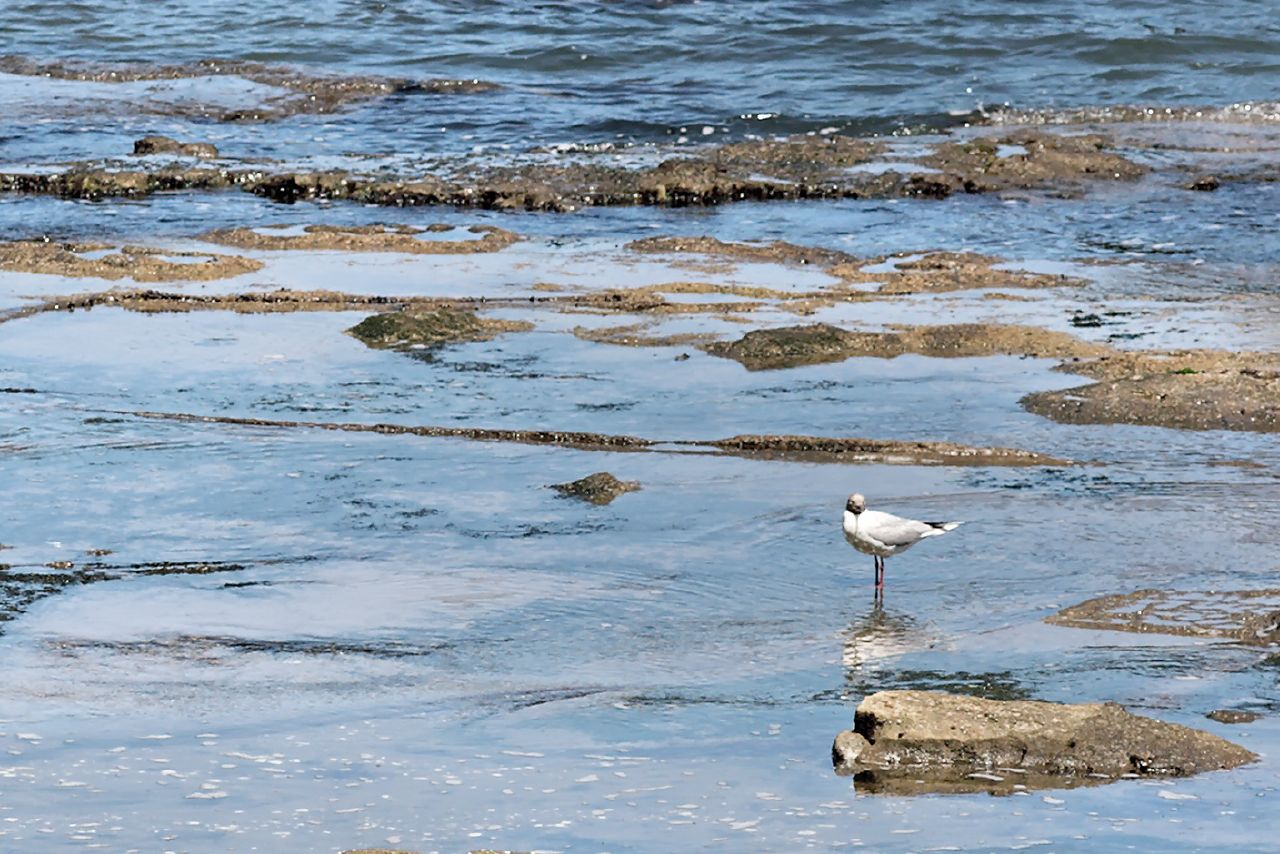
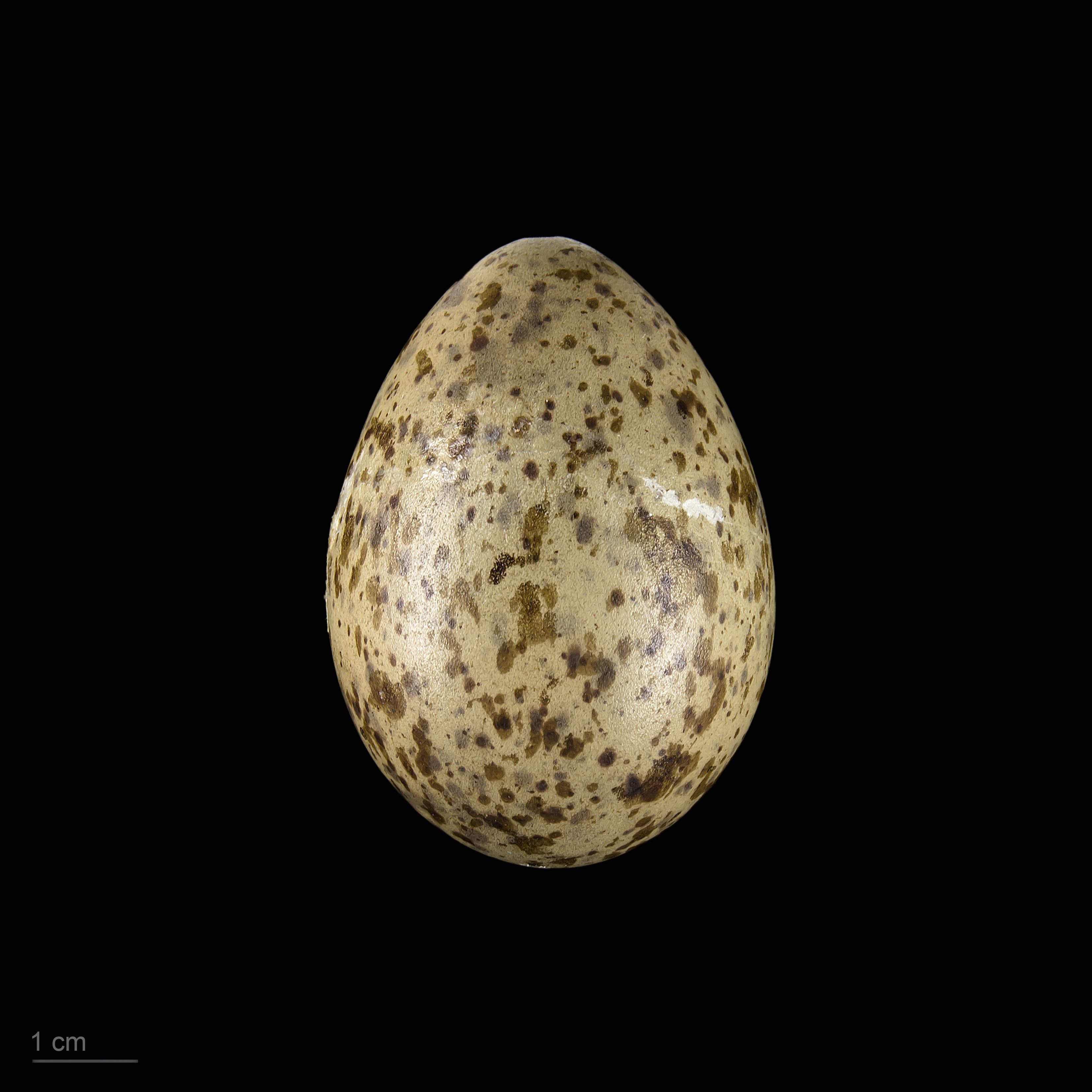
Museum specimen